# هيئة فرعية للتنفيذ
الهيئة الفرعية للتنفيذ (بالإنجليزية: Subsidiary Body for Implementation اختصارًا SBI) هي هيئة فرعية لمؤتمر الأطراف في اتفاقية الأمم المتحدة الإطارية بشأن تغير المناخ (COPF). تجتمع مرتين في السنة على الأقل لمساعدة مؤتمر الأطراف في تقييم واستعراض التنفيذ الفعال للاتفاقية. تم تصميمه ليكون مفتوحًا لمشاركة جميع الأطراف وأن يكون متعدد التخصصات.

## أمر رسمى
وهو مكلف بموجب اتفاقية الأمم المتحدة الإطارية بشأن تغير المناخ في المادة 10 من الاتفاقية. الفقرة الثانية، تم وصف الدور:
(أ) "النظر في المعلومات المرسلة وفقاً للفقرة 1 من المادة 12، لتقييم الأثر الإجمالي الكلي للخطوات التي اتخذتها الأطراف في ضوء أحدث التقييمات العلمية المتعلقة بتغير المناخ؛
(ب) "النظر في المعلومات المرسلة وفقاً للفقرة 2 من المادة 12، لمساعدة مؤتمر الأطراف في إجراء الاستعراضات المطلوبة بموجب الفقرة 2 (د) من المادة 4؛
(ج) «مساعدة مؤتمر الأطراف حسب الاقتضاء، في إعداد قراراته وتنفيذها».